# Sa dernière carte
Pour plus de détails, voir Fiche technique et Distribution.
Sa dernière carte (Her Husband Lies) est un film américain en noir et blanc réalisé par Edward Ludwig, sorti en 1937. 

## Synopsis
Deux frères échangent leurs modes de vie : l'aîné, un joueur, veut mener une vie rangée et sans crime tandis que le cadet veut devenir joueur professionnel. Avec beaucoup d'hésitation, le frère aîné apprend au plus jeune tout ce qu'il sait. Le jeune frère est bon élève et finit par jouer si bien qu'il déleste de leur argent un groupe de joueurs professionnels. Ceux-ci sont convaincus qu'il est un tricheur. Pendant ce temps, le frère aîné s’aperçoit qu'il est trop vieux pour changer de vie et revient au jeu à temps pour sauver son frère.

## Fiche technique
- Titre : Sa dernière carte
- Titre original : Her Husband Lies
- Réalisation : Edward Ludwig
- Scénario : Wallace Smith, Eve Greene, d’après une histoire de Oliver H.P. Garrett
- Photographie : Leon Shamroy
- Montage : Robert Bischoff
- Musique : Gregory Stone
- Direction artistique : Albert S. D'Agostino
- Décors : George T. Nicoll
- Costume : Edith Head
- Producteur : B. P. Schulberg
- Société de production et de distribution : Paramount Pictures
- Pays de production : États-Unis
- Langue : anglais
- Format : noir et blanc - image : 1,37:1 - pellicule : 35 mm - son : Mono (Western Electric Noiseless Recording)
- Genre : drame
- Durée : 74 minutes
- Dates de sortie : 
  - États-Unis : 13 mars 1937
  - France : 26 janvier 1938

## Distribution
- Ricardo Cortez : J. Ward Thomas
- Tom Brown : 'Chick' Thomas
- Akim Tamiroff : Big Ed Bullock
- Gail Patrick : Natalie Martin
- Louis Calhern : Joe Sorrell
- June Martel : Betty Thomas
- Dorothy Peterson : Dorothy Powell
- Ralf Harolde : Steve Burdick
- Adrian Morris : Carwig
- Ray Walker : Maxie
- Jack La Rue : Trigger
- Bradley Page : Pug
- Paul Fix : Lefty Harker
- Helene Millard : MmeBurdick